# Philippe Rovenius
 (mars 2025).
Philippus Rovenius (en néerlandais : Filips van Rouveen), baptisé le 1er janvier 1573 à Deventer, mort le 10 octobre 1651 à Utrecht, est un archevêque néerlandais du XVIIe siècle, vicaire apostolique de la Mission de Hollande de 1614 à 1651.

## Biographie
Philippe Rovenius, né à la fin 1572 à Deventer, étudie à l'école latine de sa ville, puis à Louvain, et est ordonné prêtre en 1599.
En 1602, il est nommé président du collège sacerdotal néerlandais de Cologne et, en 1605, vicaire général du diocèse de Deventer.

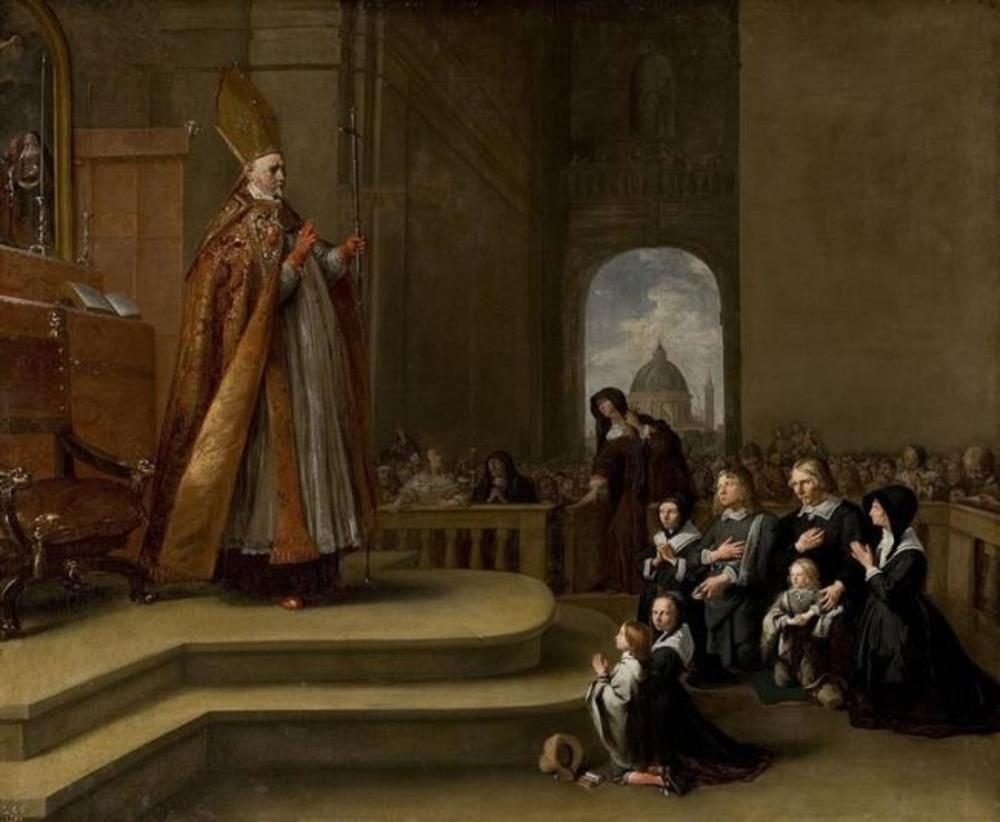
Intérieur d' église avec Philippe Rovenius bénissant une famille, par Bartholomeus Breenbergh, musée du Prado.

En 1614, il succède à Sasbout Vosmeer comme vicaire apostolique. À la tête de la Mission de Hollande, Rovenius réussit à réorganiser l'Église catholique aux Pays-Bas, en essayant d'y introduire les décisions du Concile de Trente. Bien qu'il se soit lié d'amitié, à Louvain, avec le théologien condamné Jansenius, il restera fidèle à Rome en toutes choses.
Le 8 novembre 1620, à Bruxelles, il est consacré archevêque titulaire de Philippes (de). Il s'installe à Oldenzaal, puis à Groenlo (où il assiste au siège de Groenlo en 1627). Son portrait est peint par Pieter de Grebber en 1631 (au musée d'Utrecht).
Nommé archevêque d'Utrecht par le pape, il est banni de la ville par le gouvernement protestant des Pays-Bas, et même condamné à la prison à vie en 1640, mais il échappe à l'arrestation.
Vers 1650, Cornelis Visscher le représente sur une estampe, assis près d’une table, selon une formule répandue. Il existe un dessin préparatoire.

Installé clandestinement à Utrecht, il y meurt en octobre 1651, âgé de soixante-dix-huit ans. Une plaque commémorative est exposée dans le hall du bâtiment de l'école de chant de la cathédrale. Selon cette plaque, son corps aurait été trouvé "intact" dans sa tombe ouverte sept ans après sa mort (ill. ci-dessous).

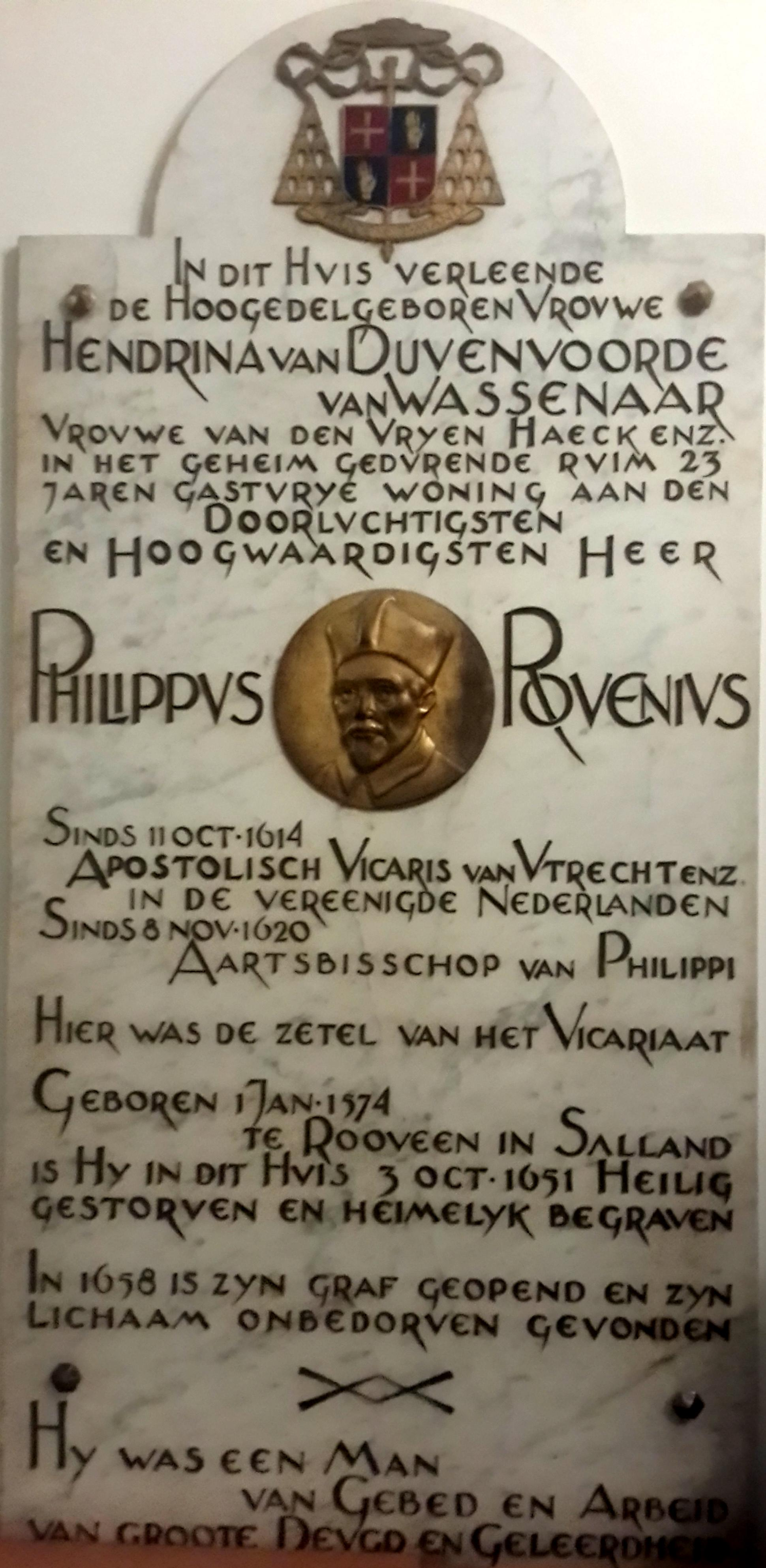
Plaque commémorative de Ph. Rovenius, à Utrecht.

## Œuvres
- Het gulden wierookvat (L'encensoir d'or), 1620, devenu populaire au XXe siècle
- Rituale Romanum contractum, bréviaire contenant les offices des saints de l'archidiocèse d'Utrecht et des autres diocèses des Pays-Bas, utilisé comme Officia sanctorum jusqu'en 1853.